# La Torre de Fontaubella
La Torre de Fontaubella – gmina w Hiszpanii, w prowincji Tarragona, w Katalonii, o powierzchni 7,15 km². W 2011 roku gmina liczyła 131 mieszkańców.